# Zapasy na Igrzyskach Ameryki Środkowej i Karaibów 1982
Turniej w ramach Igrzysk w Hawanie 1982 roku

## Tabela medalowa
Gospodarz zawodów został zaznaczony kolorem.
| Poz.  | Państwo    |    |    |    | Łącznie |
| ----- | ---------- | -- | -- | -- | ------- |
| 1.    | Kuba       | 19 | 1  | 0  | 20      |
| 2.    | Wenezuela  | 1  | 5  | 10 | 16      |
| 3.    | Meksyk     | 0  | 6  | 6  | 12      |
| 4.    | Portoryko  | 0  | 6  | 0  | 6       |
| 5.    | Panama     | 0  | 2  | 1  | 3       |
| 6.    | Dominikana | 0  | 0  | 3  | 3       |
| Razem | Razem      | 20 | 20 | 20 | 60      |

## Wyniki

### W stylu klasycznym
| Waga   | złoty             | srebrny                | brązowy         |
| ------ | ----------------- | ---------------------- | --------------- |
| 48 kg  | Amadoris González | Gustavo Delgado        | Julio Beras     |
| 54 kg  | Jorge Martínez    | Daniel Aceves          | Juan Fernández  |
| 58 kg  | Jesús Tejeda      | Orlando Jiménez        | Ernesto Bahena  |
| 63 kg  | René Rodríguez    | Antonio Caballero      | Elio Inojosa    |
| 69 kg  | Antonio López     | Daniel Santana         | Gregorio Flores |
| 76 kg  | Eduardo García    | José Rocha             | Andy Meriño     |
| 85 kg  | Orlando Pérez     | Evelio de Jesús Suárez | Juan Flores     |
| 90 kg  | José Poll         | Armando Rocha          | Argenis Aray    |
| 97 kg  | René Vidal        | Guillermo Díaz         | Jorge Añez      |
| 130 kg | Arturo Díaz       | José Tovar             | Rodolfo Anda    |

### W stylu wolnym
| Waga   | złoty           | srebrny          | brązowy                |
| ------ | --------------- | ---------------- | ---------------------- |
| 48 kg  | Martin Gavilán  | Gustavo Delgado  | Julio Beras            |
| 54 kg  | Emiro Márquez   | Alejandro Puerto | Bernardo Olvera        |
| 58 kg  | Aparicio Campos | Orlando Cáceres  | Fredy Ochoa            |
| 63 kg  | Ray E.Ramírez   | Carmelo Flores   | Antonio Caballero      |
| 69 kg  | Ramón F.Avilés  | José Betancourt  | Rafael Meléndez        |
| 76 kg  | José Limonta    | Erick Caballero  | Julio Ochoa            |
| 85 kg  | Lázaro C.Ruíz   | Raúl Valle       | Evelio de Jesús Suárez |
| 90 kg  | Ramón Viñales   | Luis Figuera     | Guillermo Díaz         |
| 97 kg  | Rafael Gómez    | José Viera       | Jorge Añez             |
| 130 kg | Lázaro González | José Tovar       | Rodolfo Anda           |